# Абрамовиці-Приватне
Абрамовиці-Приватне (пол. Abramowice Prywatne) — село в Польщі, у гміні Ґлуськ Люблінського повіту Люблінського воєводства.
Населення — 433 особи (2011).
У 1975-1998 роках село належало до Люблінського воєводства.

## Демографія
Демографічна структура станом на 31 березня 2011 року:
|          | Загалом | Допрацездатний вік | Працездатний вік | Постпрацездатний вік |
| -------- | ------- | ------------------ | ---------------- | -------------------- |
| Чоловіки | 204     | 42                 | 148              | 14                   |
| Жінки    | 229     | 51                 | 145              | 33                   |
| Разом    | 433     | 93                 | 293              | 47                   |